# Salom (Roscio)
Pour les articles homonymes, voir Salom.
Salom est l'une des deux divisions territoriales et l'unique paroisse civile de la municipalité de Roscio dans l'État de Bolívar au Venezuela. Sa capitale est El Miamo.

## Hydrographie
Au nord du territoire se trouve le réservoir El Venado.

## Transports
Le territoire est desservi par la route par une voie en cul-de-sac, la R-1. Deux pistes d'atterrissage pour petits appareils existent au nord, la piste de Hato San Carlos et une autre plus à l'ouest à cheval sur la frontière avec la municipalité voisine de Padre Pedro Chien.

### Démographie
La paroisse civile ne comporte qu'un seul regroupement de population dans sa capitale El Miamo.